# П'єтрень (Констанца)
П'єтрень, П'єтрені (рум. Pietreni) — село у повіті Констанца в Румунії. Входить до складу комуни Делень.
Село розташоване на відстані 163 км на схід від Бухареста, 44 км на захід від Констанци, 148 км на південь від Галаца.

## Населення
За даними перепису населення 2002 року у селі проживали 909 осіб.
Національний склад населення села:
| Національність | Кількість осіб | Відсоток |
| -------------- | -------------- | -------- |
| румуни         | 898            | 98,8%    |
| турки          | 11             | 1,2%     |

Рідною мовою назвали:
| Мова      | Кількість осіб | Відсоток |
| --------- | -------------- | -------- |
| румунська | 903            | 99,3%    |
| турецька  | 6              | 0,7%     |